# Boeing C-135 Stratolifter
Boeing C-135 Stratolifter je štirimotorno reaktivno transportno letalo, zasnovano na podlagi prototipa Boeing 367-80. V primerjavi s 707, ima C-135 krajši in ožji trup.Glavni uporabnik so Ameriške letalske sile (USAF). Verzija Boeing KC-135 Stratotanker se uporablja kot leteči tanker.

## Specifikacije (C-135)
Splošne karakteristike
- Posadka: 3: pilot, kopilot, operater teleskopske cevi
- Dolžina: 136 ft 3 in (41,53 m)
- Razpon kril: 130 ft 10 in (39,88 m)
- Višina: 41 ft 8 in (12,70 m)
- Površina kril: 2433 ft² (226 m²)
- Teža praznega letala: 98466  lb (44663 kg)
- Naložena teža: 297000 lb (135000 kg)
- Maks. vzletna teža: 322500 lb (146000 kg)
- Pogon letala: 4 × (R/T) visokoobtočni turbofan CFM International CFM56, 21634 lbf (96 kN) potiska vsak
- Pogon: 4× (E) nizkoobtočni turbofan Pratt & Whitney TF-33-PW-102 , 18000 lbf (80 kN) vsak

 Zmogljivost 
- Maks. hitrost: 580 mph (933 km/h)
- Doseg: 3450 milj (5550 km)
- Višina leta: 50000 ft (15200 m)
- Hitrost vzpenjanja: 4900 ft/min (1490 m/min)

## Bibiliografija
- Eden, Paul, ur. (1. junij 2006). The Encyclopedia of Modern Military Aircraft. London, UK: Amber Books, 2004. ISBN 1-904687-84-9.
- Pither, Tony (1998). The Boeing 707 720 and C-135. England: Air-Britain (Historians) Ltd. ISBN 0-85130-236-X.